# پاهتک
پاهتک، روستایی در دهستان گوهران بخش گوهران شهرستان بشاگرد در استان هرمزگان ایران است.

## جمعیت
بر پایه سرشماری عمومی نفوس و مسکن در سال ۱۳۹۵، جمعیت این روستا برابر با ۵۰۲ نفر (۱۷۲ خانوار) بوده‌است.

## آب‌ و هوا
آب و هوای روستای پاهتک به گونه ای است که تابستان ها گرم و خشک و بارش به صورت ناگهانی و  زمستان ها با هوای سرد و بارش با مدت زمان زیاد می باشد.

## مردم

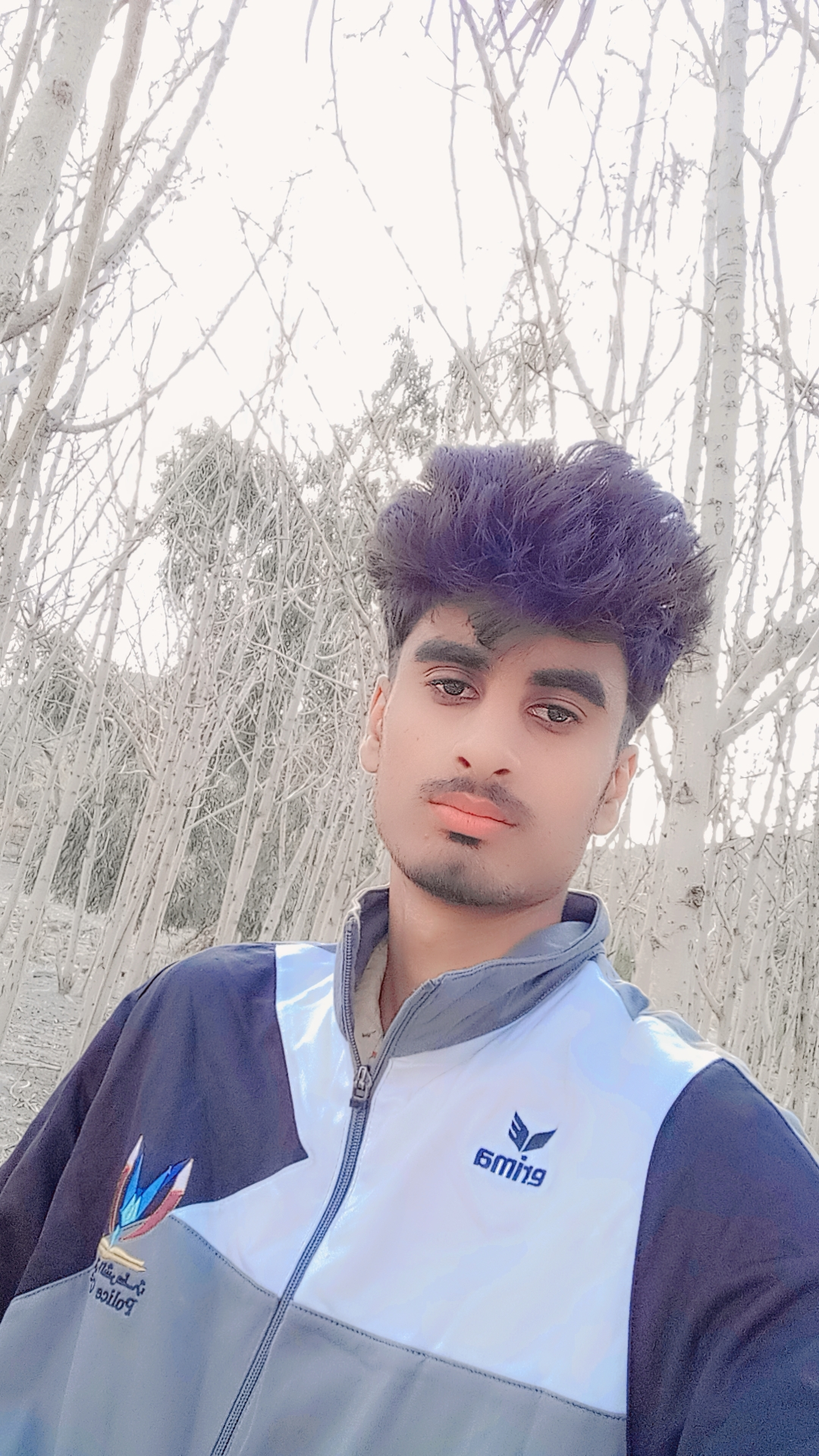
ابوالقاسم پیشوائی

## جاذبه های گردشگری
زیارت میر عمر بن علی پاهتک
آبشار دیمو